# Radiance (musikalbum)
Radiance från 2005 är ett soloalbum med pianisten Keith Jarrett. Det spelades in i Osaka och Tokyo och är Jarretts första soloimprovisation på tio år.

## Låtlista
All musik är skriven av Keith Jarrett.
1. Part 1 – 12:18
2. Part 2 – 8:54
3. Part 3 – 5:59
4. Part 4 – 1:34
5. Part 5 – 10:59
6. Part 6 – 8:01
7. Part 7 – 9:52
8. Part 8 – 5:25
9. Part 9 – 6:12
10. Part 10 – 13:56
11. Park 11 – 1:41
12. Part 12 – 7:07
13. Part 13 – 5:58
14. Part 14 – 14:04
15. Part 15 – 10:04
16. Part 16 – 3:23
17. Part 17 – 14:12

## Medverkande
- Keith Jarrett – piano

## Listplaceringar
| Lista (2005) | Topplacering |
| ------------ | ------------ |
| Sverige      | 43           |